# Marchese di Bath

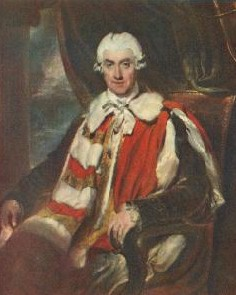
Ritratto del primo marchese di Bath.

Marchese di Bath è un titolo nobiliare ereditario inglese, nella parìa di Gran Bretagna. Il titolo fu conferito la prima volta da re Giorgio III a Thomas Thynne, I marchese di Bath nel 1789. La famiglia Thynne discende da Sir John Thynne (morto nel 1580), soldato e cortigiano al tempo della dinastia Tudor. Il cognome è pronunciato come la parola inglese per "magro" (thin). Fu proprio Sir John a far costruire Longleat House, ancora oggi residenza ufficiale dei marchesi di Bath. Nel 1641 un discendente di Sir John, Henry Frederick Thynne, divenne baronetto; in seguito, nel 1682 l'erede di Henry Federick divenne barone e poi visconte Weymouth.
I vari membri della famiglia ricevettero titoli e onorificenze, sinché nel 1789 il terzo visconte Weymouth non divenne marchese di Bath. Egli aveva ricoperto incarichi politici rilevanti come Secretary of State for the Northern Department e Secretary of State for the Southern Department.
L'attuale dettentore, Ceawlin Thynn, stato l'unico pari britannico da succedere al padre como conseguenza della pandemia di COVID-19.

## Marchesi di Bath (1789)
- Thomas Thynne, I marchese di Bath (1734–1796)
- Thomas Thynne, II marchese di Bath (1765–1837)
- Henry Thynne, III marchese di Bath (1797–1837)
- John Thynne, IV marchese di Bath (1831–1896)
- Thomas Thynne, V marchese di Bath (1862–1946)
- Henry Thynne, VI marchese di Bath (1905–1992)
- Alexander Thynn, VII marchese di Bath (1932–2020)
- Ceawlin Thynn, VIII marchese di Bath (n. 1974)

Il legittimo erede è il figlio dell'attuale detentore, John Alexander Ladi Thynn, Visconte Weymouth (n. 2014)